# Kufajr az-Zajt
Kufajr az-Zajt (arab. كفير الزيت) – miejscowość w Syrii, w muhafazie Damaszek. W 2004 roku liczyła 4170 mieszkańców.